# Charity Shield 1976
La Charity Shield 1976 fue la quincuagésima cuarta edición de la Charity Shield, un partido anual organizado por la Asociación Inglesa de Fútbol que enfrenta al campeón de la Premier League y al ganador del campeonato FA Cup. El encuentro se disputó el 14 de agosto de 1976 en el Wembley Stadium de Londres entre el Liverpool, campeón de la First Division, y el Southampton, campeón de la FA Cup. 

## Antecedentes
El Liverpool accedió al encuentro tras consagrarse campeón de la First Division 1975-76, imponiéndose en una reñida definición ante el Queens Park Rangers por solo un punto en la clasificación final. 
El Southampton participó en la Charity Shield tras ganar la FA Cup 1975-76, venciendo en la final al Manchester United por la mínima. Fue la primera participación del club en esta competencia. 

## Participantes
| Liverpool   | Campeón de la First Division 1975-76 |
| Southampton | Campeón de la FA Cup 1975-76         |

## El partido
El partido fue dominado por el Liverpool, que se impuso por 1-0 con un gol de John Toshack en el segundo tiempo. Con esta victoria, los Reds obtuvieron su quinto título en la historia de la Charity Shield.

#### Ficha del encuentro
| 14 de agosto de 1976, 15:00 BST | Liverpool          | 1:0     | Southampton | Wembley Stadium, Londres,                                 |                                                           |
|                                 | - John Toshack 50' | Reporte |             | Asistencia: 76 500 espectadores Árbitro(s): John Homewood | Asistencia: 76 500 espectadores Árbitro(s): John Homewood |

Campeón

Liverpool
7.º título